# Metodo tranchiniano
Il metodo tranchiniano è una tecnica imbalsamatoria inventata dal medico palermitano Giuseppe Tranchina nei primi decenni dell'ottocento.

## Il metodo
Il metodo di Tranchina consiste nell'incidere l'arteria carotide comune di un cadavere e di iniettarvi una soluzione acquosa di arsenico bianco e cinabro.
Una volta completata questa operazione che richiede circa un'ora di tempo il corpo riprende il suo colore naturale e si mantiene flessibile per tre o quattro mesi ancora, poi a poco a poco si dissecca e si indurisce diventando di colore brunastro e rossiccio.
Entro sette mesi dall'iniezione si ha un corpo completamente mummificato che si conserva per lunghissimi anni senza trasmettere nessun odore.

## Le mummie della collezione anatomica di Lucca
Presso il gabinetto anatomico dell'Università di Lucca, si trovavano quattro mummie tranchiniane, opera di Luigi Pacini e al dissettore  Vincenzo Bormida. Scriveva infatti nel 1843 Antonio Mazzarosa, direttore dell'ateneo, «[...] in fine vi si vedono quattro mummie preparate col metodo del Tranchina già da nove anni, fin qui inalterate». Questi preparati non sono più presenti a Lucca e si ignora se e come siano stati ceduti ad altri musei o distrutti.

## La mummia di Gaetano Arrighi

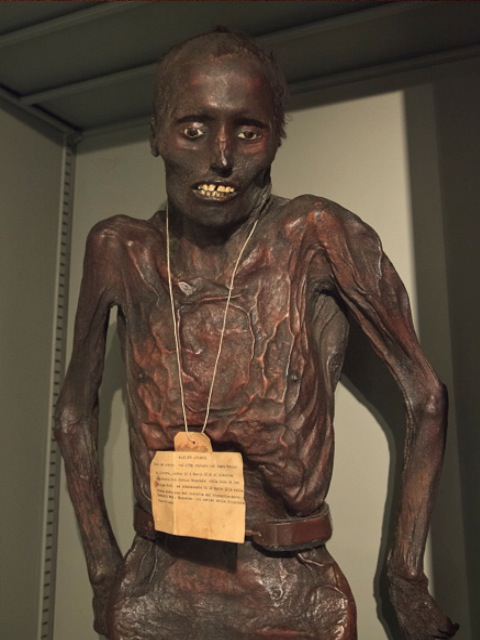
Mummia di Gaetano Arrighi, scattata nel Museo di Anatomia Umana "Filippo Civinini" dell'Università di Pisa.

La mummia di Gaetano Arrighi è un raro esempio di imbalsamazione eseguita secondo il metodo di Tranchina.
Gaetano Arrighi, nato a Santa Maria a Quarto (Firenze) il 21 agosto 1789 , era un carcerato del bagno penale di Livorno.
Il 3 marzo 1836 si ammalò gravemente di pleurite e venne ricoverato nel civico Ospedale di Sant'Antonio.
Morì pochi giorni dopo, il 9 marzo, e dato che nessun familiare richiese il suo corpo, il chirurgo Raimondo Barsanti (Livorno, 4 luglio 1769 – Livorno, 13 settembre 1841) , allora soprintendente dell'ospedale livornese, utilizzò la salma per sperimentare il metodo tranchiniano.
La mummia di Arrighi rimase sempre a disposizione dell'ospedale di Livorno fino al 2005, anno in cui fu ceduta al museo di anatomia umana di Pisa.
Tra il novembre 2006 e il luglio 2007 il preparato fu disinfestato dai tarli e restaurato.

### Paleopatologico esterno della mummia di Gaetano Arrighi
Si tratta di una mummia appartenente ad un adulto di sesso maschile di tipo europoide.  Alto 153 cm e pesante 19,300 kg. Il corpo ha una consistenza lignea e colorito brunastro. I bulbi oculari sono stati sostituiti da occhi artificiali  di ceramica bianca e vetro colorato.
La regione laterocervicale sinistra, parallelamente al muscolo sternocleidomastoideo, mostra una soluzione di continuo, una incisione della lunghezza di circa 18 cm, che dalla regione sottomastoidea si porta sino a 2 cm al di sopra del manubrio dello sterno.
Questo taglio effettuato chirurgicamente rappresenta il punto attraverso il quale operò l'imbalsamatore inserendo la cannula per l'iniezione.
La mummia di Arrighi è stata studiata da diversi esperti: il prof. Gino Fornaciari e la dott.ssa Rosalba Ciranni del Dipartimento di Oncologia, dei Trapianti e delle Nuove Tecnologie in Medicina dell'Università di Pisa; il prof. Davide Caramella della Divisione di Radiologia dell'Università di Pisa; il dott. Riccardo Nenci della Divisione di Radiologia dell'ASL 6 di Livorno; la prof.ssa Silvia Marinozzi del Dipartimento di Medicina e Patologia Sperimentale dell'Università di Roma “La Sapienza”.